# Coelogyne flexuosa
Coelogyne flexuosa är en orkidéart som beskrevs av Robert Allen Rolfe.
Coelogyne flexuosa ingår i släktet Coelogyne och familjen orkidéer. Inga underarter finns listade i Catalogue of Life. Artens utbredningsområde är östra Java och Bali.

## Bilder

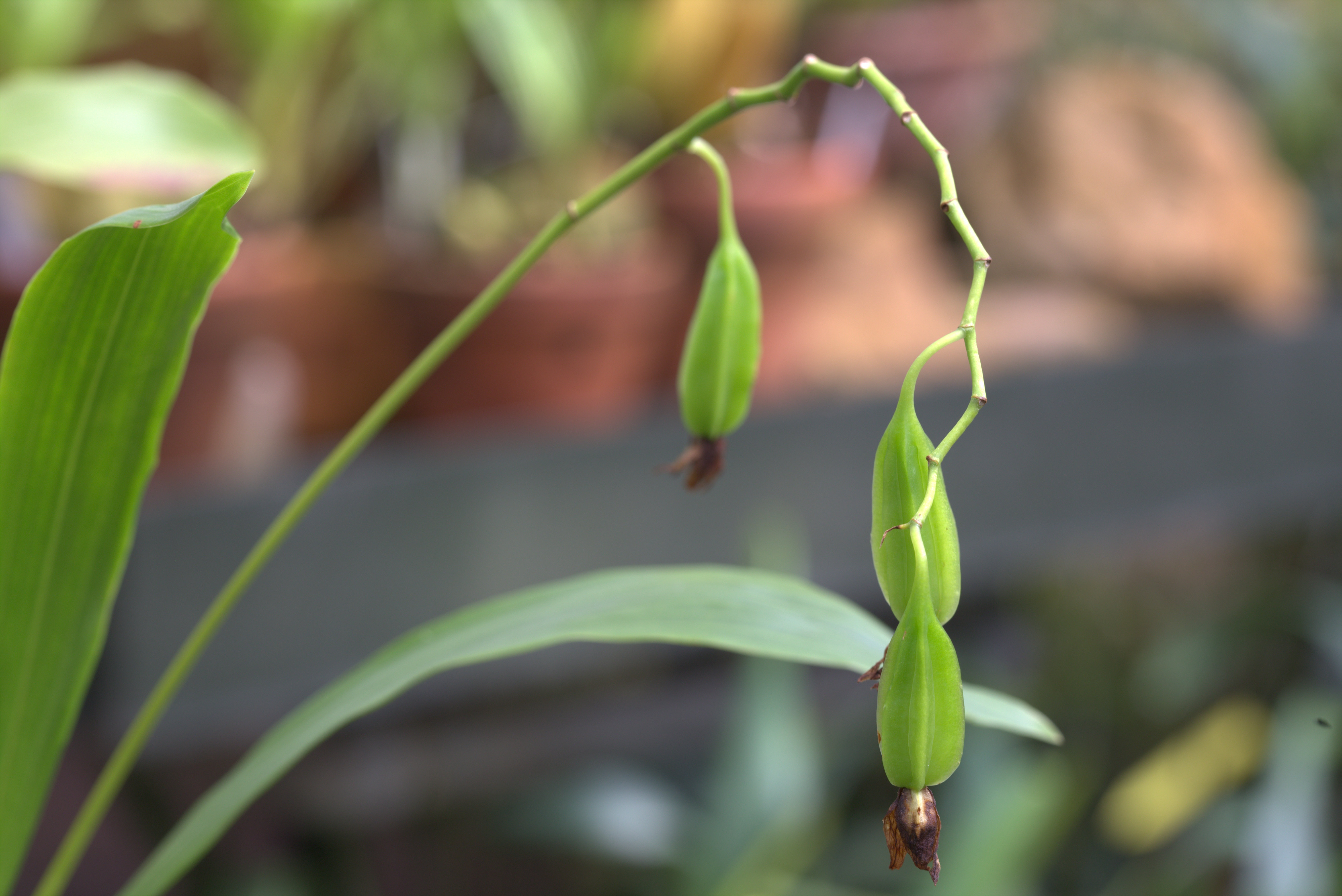